# Younes Menkari
Younes Menkari (Casablanca, 28 januari 1983) is een Marokkaans voetballer (aanvaller).
Menkari speelt voor Wydad Casablanca. Hij werd opgeroepen door interim-coach Jamal Fathi om aan te treden voor de Marokkaanse nationale ploeg in de WK 2010-kwalificatiewedstrijden tegen Ethiopië, Mauritanië en Rwanda.